# Leo Sachs
Leo Sachs (hébreu : ליאו זקס ; 14 octobre 1924 – 12 décembre 2013) est un biologiste moléculaire et chercheur sur le cancer israélien d'origine allemande. Né à Leipzig il émigre au Royaume-Uni en 1933 et en Israël en 1952. Là, il rejoint l'Institut Weizmann des Sciences.

## Biographie
Leo Sachs s'installe en Grande-Bretagne avec sa famille en 1933 après l'arrivée au pouvoir d'Hitler. En 1952, il obtient un BSc de l'Université du Pays de Galles à Bangor. Son rêve initial est d’aider à établir un kibboutz en Palestine, et il passe même deux ans comme ouvrier agricole, à traire les vaches. Mais les portes de la Palestine sont pratiquement fermées par les Britanniques, alors Sachs commence à étudier la botanique agricole à l'Université du Pays de Galles, se passionne en cours de route pour la génétique et le développement, et finit par obtenir un doctorat en génétique en 1951 à l'Université de Cambridge.
Après avoir déménagé en Israël, il commence à contribuer au développement du pays naissant comme généticien à l’Institut Weizmann. Comme il n'y a pas encore d'études sur les animaux à l'Institut, Sachs commence à travailler sur une théorie selon laquelle le liquide amniotique humain, qui baigne le bébé dans l'utérus, contient des cellules fœtales qui fournissent des informations sur le fœtus. Ses recherches lui donnent raison, en montrant que ces cellules peuvent être utilisées pour déterminer le sexe du bébé et d’autres propriétés génétiques importantes. Les recherches de Sachs constituent la base de l’amniocentèse, le diagnostic prénatal largement utilisé des maladies humaines.
Finalement, Sachs obtient son propre laboratoire et un stock de souris et commence à travailler sur une question qui occupe ses recherches tout au long de son parcours : qu'est-ce qui contrôle le développement normal et que se passe-t-il lorsque le développement tourne mal ? Pourquoi la machinerie des cellules cancéreuses se dérègle-t-elle, provoquant une prolifération anormale ? En se concentrant sur les cellules souches sanguines, un petit groupe de cellules de moelle osseuse qui produisent environ 200 milliards de nouvelles cellules sanguines chaque jour, Sachs finit, en 1963, par concevoir le premier système de culture cellulaire capable de cultiver, de cloner et d'induire le développement de différents types de cellules sanguines normales. Grâce à ce procédé, il découvre ensuite et identifie une famille de protéines qui joue un rôle clé dans le contrôle du développement normal des cellules sanguines. Appelées plus tard facteurs de stimulation des colonies (CSF) et interleukines, l'une de ces protéines du CSF est désormais utilisée dans le monde entier dans diverses procédures cliniques, notamment pour stimuler la production de globules blancs luttant contre les infections chez les patients cancéreux subissant une chimiothérapie ou une radiothérapie, et pour améliorer le succès des greffes de moelle osseuse et de cellules sanguines périphériques.
Sachs démontre également, pour la première fois, que la malignité peut être inversée. Il montre que les protéines qu’il a identifiées, ainsi que d’autres composés, remettent les cellules leucémiques sur la bonne voie, les incitant à se différencier en cellules matures au comportement normal. Cette approche, utilisant l’acide rétinoïque combiné à la chimiothérapie, est désormais une procédure standard dans le traitement de la leucémie promyélocytaire humaine et a considérablement augmenté les taux de survie.
À l'Institut Weizmann, il crée une section de génétique et de virologie et dirige pendant 27 ans, de 1962 à 1989, le département de génétique de l'institut. En outre, entre 1974 et 1979, il est doyen de la faculté de biologie de Weizmann.

## Prix et distinctions
- En 1965, il est élu membre de l’Organisation européenne de biologie moléculaire ;
- En 1972, Sachs reçoit le prix Israël pour les sciences naturelles[3]
- En 1975, il est élu membre de l'Académie israélienne des sciences et des lettres ;
- En 1977, Sachs reçoit le prix Rothschild en sciences biologiques ;
- En 1980, il reçoit le prix Wolf de médecine devenant ainsi le premier scientifique israélien à remporter le prix Wolf.
- En 1983, Sachs reçoit le prix Bristol-Myers Squibb pour ses réalisations dans la recherche sur le cancer, à New York ;
- En 1986, Sachs reçoit le prix de la Royal Society Wellcome Foundation, à Londres ;
- En 1989, Sachs reçoit le prix Alfred P. Sloan de la General Motors Cancer Research Foundation, New York ;
- En 1995, il est élu membre associé étranger de l'Académie nationale des sciences des États-Unis (NAS).
- En 1996, Sachs reçoit le prix Ot Hanagid (Médaille du Gouverneur), décerné chaque année par le Centre médical Shaare Zedek de Jérusalem, pour son travail de pionnier dans la recherche sur le cancer[4]
- En 1997, il est élu membre de la Royal Society[5],[6]
- En 1998, il est élu membre étranger de l'Academia Europaea
- En 2002, il reçoit le prix Emet pour les sciences de la vie, la médecine et la génétique.